# Acacia chrysotricha
Acacia chrysotricha är en ärtväxtart som beskrevs av Mary Douglas Tindale. Acacia chrysotricha ingår i släktet akacior, och familjen ärtväxter. IUCN kategoriserar arten globalt som starkt hotad. Inga underarter finns listade i Catalogue of Life.